# 해남교도소
해남교도소는 대한민국의 교도소이다. 전라남도 해남군 옥천면 해남로 521에 위치하고 있다.